# Brasão de Goiás
O brasão do estado de Goiás é o emblema heráldico e um dos símbolos oficias do estado brasileiro de Goiás.

## Descrição heráldica
O brasão de Goiás  é de autoria de Luiz Gaudie Fleuri e, após algumas modificações,  foi adotado pelo do governo do então Presidente estadual João Alves de Castro por meio da lei nº 650, de 30 de julho de 1919. Pelo artigo 4 da lei, o brasão era assim definido: 

- O escudo, em formato de coração, simboliza o Estado, que é considerado o coração do Brasil.
- A paisagem, parte superior do escudo, representa o território demarcado para a futura Capital Federal.
- O espécime bovino, que se vê na dita paisagem, exemplifica a nossa principal produção. O molho de arroz, o ramo de café, as vergônteas de fumo e as hastes de cana, que encimam e circundam o coração do escudo, atestam também outras importantes produções do Estado.
- O campo amarelo com o losango vermelho dá ideia da riqueza mineral de Goiás. No campo azul do escudo vê-se o cometa de Biela representando o formoso Araguaia, no ponto do seu curso em que, abrindo-se em dois, forma a ilha do Bananal.
- Os anéis de cor amarela que cingem o coração em sentido vertical e os dois outros da mesma cor e um intermediário escuro em sentido horizontal representam, estes as três principais bacias do Estado: amazônica, platina e franciscana, e aqueles os dozes principais rios do Estado que correm para o sul: S. Marcos, Veríssimo, Corumbá, Meia-Ponte, Rio dos Bois, Rio Claro, Rio Verdinho, Corrente, Rio Aporé, Sucuri, Verde e Pardo.
- O prato de onde parte as labaredas, na parte inferior do escudo, lembra o fato histórico da descoberta de Goiás, quando Bartolomeu Bueno, deitando fogo em aguardente, conteve, segundo a lenda, a sanha guerreira do gentio Goiá.

O página web da polícia civil de Goiás também fornece a seguinte significação alternativa para o brasão estadual:

“A figura central é composta de um coração, representando a posição central do Estado no coração do país, cingido por anéis que representam, horizontalmente, as três bacias principais do Estado – Amazônica, Platina e Francisca – e, verticalmente, os 12 principais rios do Estado que correm para o sul:  S. Marcos,  Veríssimo, Corumbá, Meia Ponte, Bois, Claro, Vermelho, Corrente, Aporé, Sucuri, Verde e Pardo. Na parte superior do coração há uma paisagem que representa o meio rural, com a silhueta bovina, denotando o potencial agropecuário goiano. Aliás, a capacidade agrícola é expressa ainda pelos ramos fumo, milho, arroz, café e cana-de-açúcar que ladeiam e encimam a figura central do brasão. A parte inferior é composta pela bateria do garimpeiro e a chama do fogo com a qual Bartolomeu Bueno assustou os índios ameaçando conseguir por fogo nas águas do rio. O cometa de Biela figura na parte inferior esquerda do coração representando o Rio Araguaia e à direita um vermelho sobre campo amarelo, representando por um losango o ouro aqui encontrado.”

Com o advento do Estado Novo, a constituição Federal de 10 de novembro 1937 aboliu todos os símbolos estaduais e municipais em favor ao símbolos nacionais. O brasão de Goiás só foi reestabelecido 10 anos depois, por meio da Constituição Estadual de 1947.